# 圣弥额尔总领天使堂 (卡普里岛)
圣弥额尔总领天使堂（Chiesa di San Michele Arcangelo）位于意大利卡普里岛阿纳卡普里的圣尼各老广场，建于1719年，八角形，巴洛克风格。该堂由于其著名的陶器镶嵌艺术而获得文物古迹称号。